# الکساندر واس اندرسون
الکساندر واس اندرسون (انگلیسی: Alexander Vass Anderson; ۱۷ نوامبر ۱۸۹۵ – ۱۷ اکتبر ۱۹۶۳) فرمانده نظامی اهل بریتانیا بود. وی برندهٔ جوایزی همچون نشان حمام و نشان امپراتوری بریتانیا شده‌است.